# Кубічний метр
Кубі́чний метр або кубометр, іноді куб — одиниця вимірювання об'єму в системі SI. Позначається м³ (m³).
За визначенням один кубічний метр дорівнює об'єму куба зі стороною в один метр.
Кубічний метр 1 м³ = 1000 дм³ = 1 000 000 см³ = 1 000 000 000 мм³ = 1000 літрів.
Зв'язок з одиницями об'єму в інших системах мір: 1 м³ ≈ 35,3 кубічних фути ≈ 1,31 кубічних ярди ≈ 6,29 баррелів.
Маса дистильованої води об'ємом один кубічний метр за температури 3,98 °C і нормального атмосферного тиску (760 мм рт. ст.) дорівнює одній тонні.